# Silvio Velo
Silvio Velo (San Pedro, Buenos Aires; 29 de mayo de 1971)es un futbolista ciego, excapitán de la Selección de fútbol para ciegos de Argentina, considerado el mejor jugador del mundo en su disciplina y referente del deporte adaptado en general. Actualmente juega en el equipo Román Rosell, de la institución con el mismo nombre, y también es jugador de Blind Tennis.

## Orígenes y formación
Silvio Velo nació en el barrio Las Canaletas de San Pedro, en una familia numerosa y humilde, siendo el cuarto de trece hermanos. Nació con la condición de cataratas congénitas, y a pesar de que lo operaron a los 8 años, nunca pudo ver, pero eso no impidió que tuviera una infancia feliz.
Silvio creció como cualquier niño, jugaba al fútbol, a las escondidas, andaba en bicicleta, etcétera; pero a sus 10 años, como en su pueblo no había escuelas para personas con discapacidad visual, sus padres tomaron la decisión de enviarlo al Instituto Román Rosell, un establecimiento dedicado a la inclusión educativa, deportiva y social para las personas con esa condición física. Allí pudo cursar el primario y descubrió la pelota con cascabel, que era la forma en la que podría lograr su sueño de ser futbolista, además de otros deportes como el atletismo.
Su carrera profesional inicio en el equipo del Román Rosell, su propio instituto.
En 2006 se unió al Club Atlético River Plate, el primer equipo afiliado a FIFA en tener un equipo de fútbol para ciegos, y allí pasó 10 años hasta 2016 cuando pasó a jugar a su rival, y club del que es hincha, Boca Juniors, donde permaneció hasta 2019.
En 2021, Silvio Velo encabezó el equipo del Club Atlético Atlas, que nació de un proyecto en conjunto con la fundación Paradeportes. Luego de una temporada, regresó a Román Rosell en 2022.
El 2 de diciembre de 2022, fue invitado a jugar el primer campeonato europeo de futbol 5 para ciegos con el San Remo de Italia, lo que lo convirtió en el primer jugador argentino de la disciplina en competir en Europa. El torneo inició el sábado 10 de diciembre y el primer partido fue contra Charleroi.
En el año 1991 se le designó la capitanía de la Selección de fútbol para ciegos de Argentina, la cual conservó por alrededor de 30 años, aunque a día de hoy no está siendo convocado para formar parte del plantel nacional. Su último partido vistiendo la camiseta albiceleste fue en la final contra Brasil del 30 de agosto en los Juegos Parapanamericanos de Lima 2019, donde ingresó como suplente.

## Palmarés y distinciones individuales

### Campeonatos internacionales

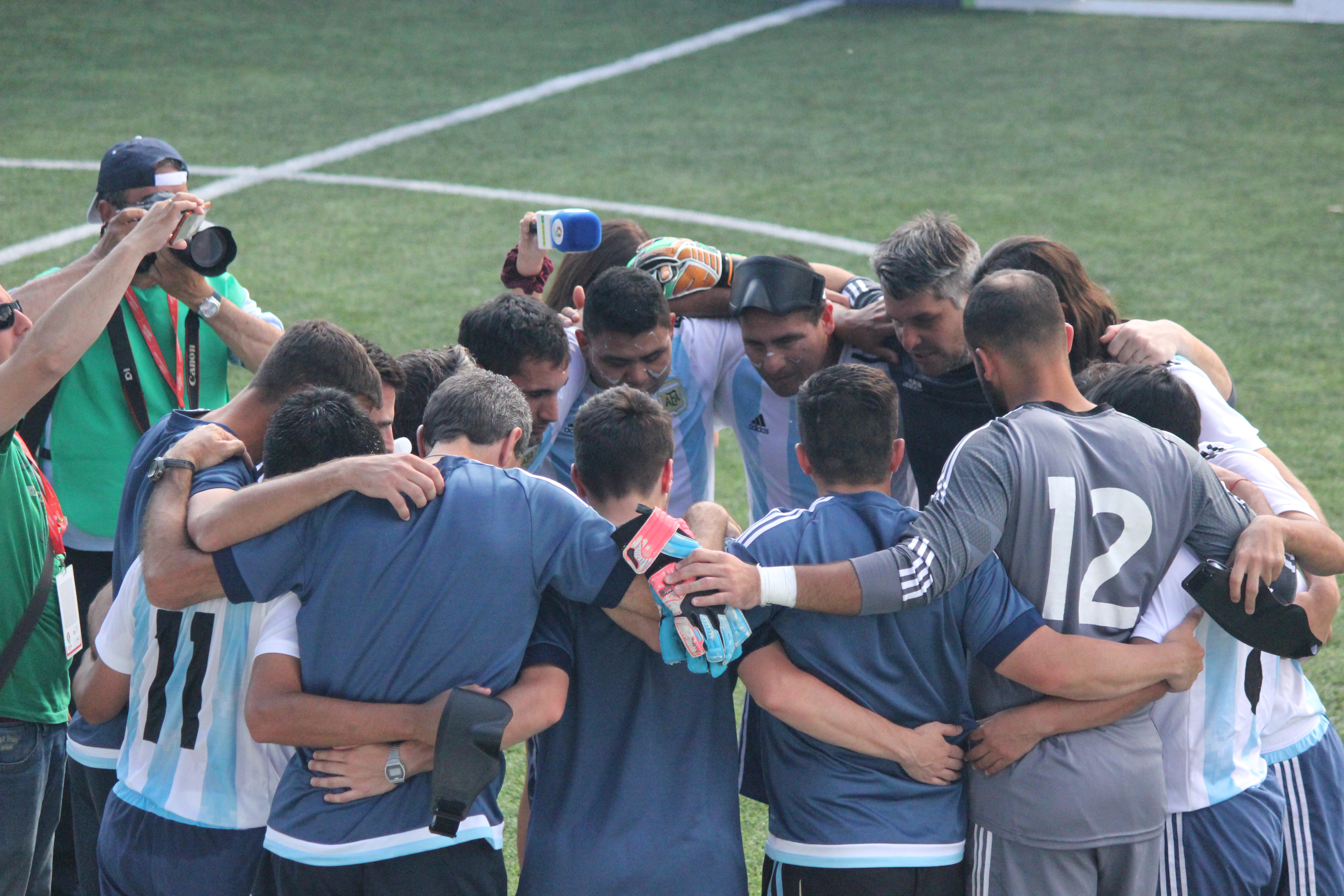
Silvio Velo en la semifinal de la Copa IBSA en Madrid en 2018

| Título                   | Lugar                   | Resultado         |
| ------------------------ | ----------------------- | ----------------- |
| Copa América 1997        | Paraguay                | Subcampeón        |
| Campeonato Mundial 1998  | Campinas, Brasil        | Subcampeón        |
| Copa América 1999        | Buenos Aires, Argentina | Campeón           |
| Campeonato Mundial 2000  | Jerez, España           | Subcampeón        |
| Copa América 2001        | Campinas, Brasil        | Subcampeón        |
| Campeonato Mundial 2002  | Río de Janeiro, Brasil  | Campeón           |
| Copa Preolímpica 2003    | Buenos Aires, Argentina | Campeón           |
| Copa América 2003        | Bogotá, Colombia        | Tercer puesto     |
| Copa IBSA 2004           | Buenos Aires, Argentina | Subcampeón        |
| Juegos Paralímpicos 2004 | Atenas, Grecia          | Medalla de plata  |
| Copa América 2005        | Río de Janeiro, Brasil  | Campeón           |
| Campeonato Mundial 2006  | Buenos Aires, Argentina | Campeón           |
| Parapanamericano 2007    | Río de janeiro, Brasil  | Subcampeón        |
| Juegos paralímpicos 2008 | Pekín, China            | Medalla de bronce |
| Parapanamericano 2011    | Guadalajara, México     | Subcampeón        |
| Copa IBSA 2012           | Madrid, España          | Campeón           |
| Juegos Paralímpicos 2016 | Río de Janeiro, Brasil  | Tercer puesto     |

### Distinciones individuales y grupales
| Distinción                                                         | Tipo de distinción | Año                                 |
| ------------------------------------------------------------------ | ------------------ | ----------------------------------- |
| Mención Premios Olimpia                                            | Individual         | 2002                                |
| Premio Jorge Newbery                                               | Grupal             | 2004, 2005, 2006 y 2011             |
| Revelación Deportistas Destacados Premios Clarín                   | Individual         | 2004, 2005, 2006, 2007, 2010 y 2011 |
| Abanderado Juegos Paralímpicos                                     | Individual         | 2004 y 2008                         |
| Personaje del Bicentenario (Gobierno de la ciudad de Buenos Aires) | Individual         | 2010                                |
| Personaje del Bicentenario (Presidencia de la Nación)              | Individual         | 2010                                |
| Premio Konex                                                       | Grupal             | 2011                                |